# Oecotelma cushmani
Oecotelma cushmani är en stekelart som först beskrevs av Butcher 1933.  Oecotelma cushmani ingår i släktet Oecotelma och familjen brokparasitsteklar. Inga underarter finns listade i Catalogue of Life.